# Juan Esteban Montero Rodríguez
Juan Esteban Montero Rodríguez (Santiago del Cile, 12 febbraio 1879 – Santiago del Cile, 25 febbraio 1948) fu un giurista e uomo politico radicale cileno. Fu vicepresidente del Cile dal 27 luglio al 20 agosto e dal 15 novembre al 4 dicembre 1931 e presidente del Cile dal 4 dicembre 1931 al 4 giugno 1932.

## Biografia
Laureato in Giurisprudenza nel 1901, Montero esercitò brillantemente l'avvocatura e insegnò Diritto civile e Diritto romano all'Universidad de Chile. Militante radicale, dopo la caduta del presidente Carlos Ibáñez del Campo (26 luglio 1931) venne nominato ministro dell'Interno dal vicepresidente Pedro Opazo, che il giorno seguente si dimise nominando Montero alla vicepresidenza.
Montero indisse le elezioni presidenziali ma si dimise anticipatamente per candidarsi, lasciando la vicepresidenza al ministro dell'Interno, Manuel Trucco. Eletto trionfalmente con il 64% dei voti, grazie all'appoggio di radicali, conservatori e liberali, Montero si insediò anticipatamente il 15 novembre 1931, tenendo la vicepresidenza fino al 4 dicembre, data d'inizio del suo mandato regolare. Il 4 giugno 1932 fu rovesciato da un colpo di Stato militare, guidato dal colonnello dell'aeronautica Marmaduque Grove, che insediò una Giunta militare presieduta da Arturo Puga e proclamò la Repubblica Socialista del Cile.